# Herzliya Municipal Stadium
El Herzliya Municipal Stadium (en hebreo: אצטדיון העירוני הרצליה) es un estadio de usos múltiples en la localidad de Herzliya, en la costa central del país asiático de Israel. Actualmente se utiliza sobre todo para los partidos de fútbol y es el estadio sede del Maccabi Herzliya FC, aunque también juega allí el Hapoel Herzliya FC y es usado como campo de rugby. El estadio tiene capacidad para unas 8300 personas.